# 日高幌別站
日高幌別站（日语：／ Hidaka-horobetsu eki */?）位於日本北海道浦河郡浦河町字西幌別，是北海道旅客鐵道（JR北海道）日高本線上的站。電報略號是。為了與登別市幌別車站區分，故在站名前加上「日高」。
站名中的「日高」來源於古代令制國日高国，「幌別」來源於阿伊努語的「poro-pet」（大河）。

## 車站構造
- 側式月台1面1線的地面站。
- 站房內有餐廳、西幌別簡易郵局和商店，規模較大。

## 車站周邊
- 國道236號、國道336號（日语：国道336号）
- 浦河警察署西幌別派出所
- 西幌別簡易郵局
- 日高東農業協同組合（JA日高東）幌別事業所
- 浦河優駿Village AERU（日语：うらかわ優駿ビレッジAERU）
- 浦河町立浦河東部小學
- 浦河町立浦河第二中學
- 日高種畜牧場
- 日本中央競馬会日高牧場
- 清河町立伏木田光夫美術人館
- 清河町立鄉土博物館
- 巴士站
  - JR北海道巴士：往浦河站、向別、上野深或往樣似站、樣似營業所前
  - 日交巴士：往上杵臼、鵜苫澤

## 歷史
- 1937年8月10日 - 設立。
- 1960年4月1日 - 業務委託化。
- 1977年2月1日 - 廢止貨物和行李處理的業務。無人化。
- 1987年4月1日 - 國鐵分割民營化後成為北海道旅客鐵道（JR北海道）轄下的車站。
- 2015年（平成27年）1月8日：厚賀站 - 大狩部站之間路段因大浪受損而暫停行駛列車，由公車代替行駛[1]。
- 2021年（令和3年）4月1日 - 廢站[2]。

## 相鄰車站

### 廢止路線
北海道旅客鐵道（JR北海道）
日高本線
東町－日高幌別－鵜苫

## 相關項目
- 日高本線
- 日本鐵路車站列表

## 外部連結
- （日語）全驛參觀之旅 （页面存档备份，存于）